# 찬드라 엑스선 천문대
찬드라 엑스선 관측선은 1999년 7월 23일 미국 항공우주국이 STS-93으로 쏘아 올린 인공위성이다. 허블우주망원경, 콤프턴 감마선 관찰위성, 스피처우주망원경과 함께 NASA의 거대관찰위성중의 하나이다. 백색왜성이 중성자별이 되기 위한 조건인 찬드라세카르 한계를 발견한 인도계 미국 물리학자인 수브라마니안 찬드라세카르의 이름을 따서 명명되었다. 찬드라라는 말은 산스크리트어로 달을 의미하기도 한다.
찬드라 관측선은 NASA의 4개 대형 궤도 관측선 계획의 세 번째이다. 첫 번째는 1990년 발사된 허블 우주 망원경이고, 두 번째는 1991년의 콤프턴 감마선 관측선이며, 마지막은 2003년의 스피처 우주 망원경(Spitzer Space Telescope)이다.
지구 대기권은 우주에서 오는 엑스선을 대부분 흡수해버리므로, 지상의 망원경으로는 관측하기 어렵다. 따라서, 궤도권에서 직접 엑스선을 관측하기 위해 찬드라 관측선이 설계되었다.

## 같이 보기
- 애자일 (위성)
- 그레이트 옵저버터리 계획
- 링크스 엑스선 천문대
- 누스타
- 제23호 과학위성 스자쿠
- 엑스선천문학